# 弯花黄耆
弯花黄耆（学名：Astragalus flexus）为豆科黄芪属的植物。分布在巴基斯坦、伊朗、俄罗斯以及中国大陆的新疆等地，多生于沙地上，目前尚未由人工引种栽培。